# Andries Adolf Deutz van Assendelft
Andries Adolf Deutz van Assendelft, vrijheer van Assendelft en Assumburg, heer van Noorddorp, Rietwijk en Rietwijkeroord, Wijk aan Duin en Wijk aan Zee (Amsterdam, 6 november 1764 − aldaar, 17 juni 1833) was een Nederlands politicus.

## Biografie
Deutz was een lid van het geslacht Deutz van Assendelft en een zoon van mr. Cornelis Deutz van Assendelft, vrijheer van Assendelft en Assumburg, heer van Heemskerk, Hoogdorp, Noorddorp, Reeuwijk, Rietschoten, Rietwijkeroord, Wijk aan Duin en Wijk aan Zee (1730-1788) en Maria Deutz (1733-1784). Hij trouwde in 1785 met Jacoba Margaretha Maria Boreel (1770-1816), lid van de familie Boreel uit welk huwelijk elf kinderen werden geboren.
Deutz studeerde rechten aan het Atheneum Illustre te Amsterdam en promoveerde op stellingen aan de Hogeschool Leiden in 1785. Daarna had hij verschillende functies in het Amsterdamse stadsbestuur. In de Bataafse tijd was hij ambteloos burger. In 1814 was hij lid van de Vergadering van Notabelen, in de periode 1814-1815 lid van de Staten-Generaal der Verenigde Nederlanden, in de periode 1815-1818 lid van de Tweede Kamer der Staten-Generaal en tot slot lid van de Eerste Kamer der Staten-Generaal (1831-†).
Tussen 1814 en 1830 was hij ook lid van de stedelijke raad van Amsterdam, lid van het college van burgemeesters van Amsterdam en vanaf 1824 wethouder van zijn geboortestad.
Deutz werd bij Souverein Besluit van 28 augustus 1814 benoemd in de ridderschap van Holland waarmee hij en zijn nageslacht tot de Nederlandse adel gingen behoren met het predicaat jonkheer. In 1815 werd hij benoemd tot ridder in de Orde van de Nederlandse Leeuw.
Deutz had verschillende nevenfuncties; het langst (1784-†) was hij regent van het Deutzenhofje.
- Biografisch Portaal: 75669632
- International Standard Name Identifier: 0000 0003 9258 5896
- Nederlandse Thesaurus van Auteursnamen: 27342260X
- Parlement.com: vg09lls6ynwu
- Virtual International Authority File: 286687552